# Anaxarco
Anaxarco (em grego clássico: Ανάξαρχος; Abdera, c. 380 a.C. — Chipre, ca. 320 a.C.) foi um filósofo grego da escola de Demócrito. Com Pirro, acompanhou Alexandre, o Grande na Ásia. Os relatos de seus pontos de vista filosóficos sugerem que ele foi um precursor do pirronismo. Eliano escreve que ele foi chamado Eudaimonikós ou “Homem Feliz” (em grego clássico: Ευδαιμονικός).

## Biografia
Anaxarco nasceu em Abdera, na Trácia. Foi companheiro e amigo de Alexandre, o Grande em suas campanhas asiáticas. Segundo Diógenes Laércio, em resposta à alegação de Alexandre ter sido filho de Zeus-Amon, Anaxarco apontou para sua ferida aberta e comentou: “Veja o sangue de um mortal, não o icor, que flui das veias dos deuses imortais”.  Eliano escreve que Anaxarco riu de Alexandre por se tornar um deus e disse: “As esperanças de nosso deus estão em uma tigela de caldo”, quando o médico prescreveu um caldo para Alexandre.
A história de que em Bactro, em 327 a.C., em um discurso público, ele aconselhou a todos que adorassem Alexandre como um deus mesmo durante sua vida, é atribuída com maior probabilidade ao Cléon siciliano.
Quando Alexandre estava tentando mostrar que ele era divino para que os macedônios realizassem a habitual prosquínese aos seus pés, Anaxarco disse que Alexandre poderia "mais justamente ser considerado um deus do que Dioniso ou Héracles", pois Dioniso era tebano enquanto Héracles era o ancestral não macedônio de Alexandre.(Arriano, 104)
Diógenes Laércio também diz que Nicocreonte, o tirano do Chipre, ordenou que Anaxarco fosse açoitado até à morte, e que ele suportou essa tortura com firmeza e Cícero relata a mesma história.

## Filosofia
Muito pouco se sabe sobre seus pontos de vista filosóficos. Pensa-se que ele representa um elo entre o atomismo de Demócrito, e o ceticismo de Pirro.
Diz-se que Anaxarco estudou com Diógenes de Esmirna, cujos ensinamentos eram os mesmos de Protágoras, aluno de Demócrito. Diógenes estudou com Metrodoro de Quio, que costumava declarar que nada sabia, nem mesmo o fato de nada saber. Segundo Sexto Empírico, Anaxarco “comparou as coisas existentes a uma cena de pintura e supôs que se assemelhassem às impressões experimentadas no sono ou na loucura”. Diz-se que Pirro, aluno de Anaxarco, adotou “uma filosofia muito nobre, ... assumindo a forma de agnosticismo e suspensão de julgamento”. Diz-se que Anaxarco elogiou a “indiferença e sangue-frio” de Pirro. Diz-se que Anaxarco possuía “coragem e contentamento na vida”, o que lhe rendeu o epíteto eudaimonikos (“afortunado”), o que pode implicar que ele considerava o fim da vida como eudaimonia.